# Dactyloscopus byersi
Dactyloscopus byersi är en fiskart som beskrevs av Dawson, 1969. Dactyloscopus byersi ingår i släktet Dactyloscopus och familjen Dactyloscopidae. IUCN kategoriserar arten globalt som livskraftig. Inga underarter finns listade i Catalogue of Life.